# Lucjan Chrzanowski
Lucjan Krzysztof Chrzanowski (ur. 1 stycznia 1965 w Żyrardowie) – polski samorządowiec i inżynier, w latach 2002–2006 i 2015–2018 wiceprezydent Żyrardowa, w latach 2007–2015 wiceprezydent Legionowa, od 2018 prezydent Żyrardowa.

## Życiorys
Z wykształcenia inżynier zarządzania przedsiębiorstwem i zarządzania ekologią. Zaangażował się w lokalną działalność polityczną. W 2002 uzyskał mandat radnego miasta z listy KWW Prawo i Rodzina. W latach 2002–2006 był wiceprezydentem Żyrardowa jako zastępca Krzysztofa Ciołkiewicza. W 2006 odnowił mandat, startując z listy Prawa i Sprawiedliwości. Od stycznia 2007 do kwietnia 2015 pełnił funkcję zastępcy prezydenta Legionowa Romana Smogorzewskiego, odpowiadając za zamówienia publiczne, planowanie przestrzenne, inwestycje i nieruchomości. W 2010 bezskutecznie ubiegał się o prezydenturę w Żyrardowie z ramienia Polskiego Stronnictwa Ludowego (którego został członkiem), zdobywając 18,50% głosów (co przełożyło się na trzecie miejsce). Uzyskał natomiast mandat radnego miejskiego. W kwietniu 2015 powrócił do żyrardowskiego magistratu jako drugi zastępca Wojciecha Jasińskiego, odpowiedzialny m.in. za inwestycje i środki zewnętrzne. 2 lipca 2018 przeszedł na stanowisko pierwszego wiceprezydenta (w miejsce Dariusza Kaczanowskiego). Od 13 lipca tegoż roku do końca kadencji po zatrzymaniu Wojciecha Jasińskiego faktycznie przejął jego obowiązki.
W wyborach samorządowych w 2018 został kandydatem na prezydenta Żyrardowa z ramienia KWW Lucjana Krzysztofa Chrzanowskiego. W pierwszej turze uzyskał 33,72% głosów, zajmując pierwsze miejsce. W drugiej turze zwyciężył z Ewą Springer-Kakiet, zdobywając 60,89% głosów. W 2024 uzyskał reelekcję w pierwszej turze z wynikiem 55,36% głosów.

## Odznaczenia
W 2005 otrzymał Brązowy Krzyż Zasługi.